# 春日井市立岩成台小学校
春日井市立岩成台小学校（かすがいしりついわなりだいしょうがっこう）は、愛知県春日井市岩成台にある市立の小学校である。高蔵寺ニュータウン内にある。

## 概要
- 校区は岩成台の東半分であり、高座台五丁目も含まれる。
- 主な行事として、岩成っ子まつりなどがある。
- 東海地震の耐震工事をしていたが、現在は終了している。

## 校訓
つよく ただしく 明るい子

## アクセス
- 東海旅客鉄道中央本線高蔵寺駅から名鉄バス岩成台小学校下車。
- 多数バス便が設定されているため、アクセスは非常に良い。

## 校区
- 岩成台1・2・5・6・7丁目
- 高座台5丁目

## 学校付近
- 春日井市立岩成台保育園
- スギ薬局
- 新池公園
- 水辺公園
- マルテツ
- 春日井市保健センター
- 岩成台商店街
- 岩成台団地